# الفضل المبين على عقد الجوهر الثمين
الفضل المبين على عقد الجوهر الثمين.هو شرح الأربعون العجلونية، ألفه الشيخ محمد جمال الدين القاسمي.
قال في مقدمة الكتاب : لما كانت رسالة الإمام المسند التقي الشيخ إسماعيل العجلوني ثم الدمشقي، أفاض الله عليه سحائب الرضوان وأحله في غُرف فراديس الجنان، المسماة:(عقد الجزهر الثمين في أربعين حديثا من أحاديث سيّد المرسلين)، رسالة تلقتها الفحول بالقبول، وروتها الأصاغر عن الأكابر رجاء أن يكون لها بمسانيدها أعلى وصول، وقد جمعها من أربعين كتابا من كتب المحدّثين التي لها الشهرة الكبرى في العالمين، فلا جرم أن من اتصل بأسانيدها العالية، ولاذ بحمى مروياتها السامية، ارتقى من أوج المسندات أعلاها، وقطف من جنى ثمرات رياض المسلسلات أحلاها، عنَّ لي أن أكتب شرحا عليها، يوضح ما تدعو إليه حاجة الواقف لديها، من شرح بعض أحاديثها الشريفة، وذكر تراجم أرباب المسانيد المنيفة، وضبط ما أبهم من أسماء الرواة، وسوق فوائد ولطائف عن الثقات، وبيان بعض أوهام سرت للمصنف من عثرات الأفهام، فشرعت في ذلك مستعينا به تعالى فهو نعم المعين، وسميته: (الفضل المبين على عقد الجوهر الثمين)نفع الله به النفع العام، وأحسن لمن دعا لي معه بالنجاة يوم القيامة.